# Нинис, Сотирис
Соти́рис Ни́нис (греч. Σωτήρης Νίνης; род. 3 апреля 1990[…], Химара) — греческий футболист, полузащитник клуба «ПАС (Янина)». Считался одним из главных талантов своего поколения среди греческих футболистов.

## Карьера

### Клубная
Нинис начал карьеру в футбольной академии «Панатинаикоса». За несколько лет, которые он провёл там, полузащитник стал неотъемлемой частью молодёжного состава «Панатинаикоса». 22 декабря 2006 года руководство «Панатинаикоса» предложило Нинису 5-летний контракт. Через две недели, 7 января 2007 года, главный тренер греческого клуба Виктор Муньос включил Сотириса в стартовый состав на матч с «Эгалео».
Сезон 2007/08 был омрачён травмами. В стартовом матче против «Олимпиакоса» Нинис получил травму и выбыл на 3 месяца. Он вернулся в строй в декабре. Остаток сезона «Панатинаикос» проводил без него. Это решение главного тренера клуба Жозе Пезейру подверглось резкой критике со стороны болельщиков.
Сезон 2008/09 для Сотириса начался хорошо. Новый главный тренер клуба Хенк тен Кате показал свою веру в молодого игрока, выпуская его в каждом матче предсезонки. 11 августа 2008 года Сотирис Нинис был выбран вице-капитаном, наряду с Димитрисом Салпингидисом и Жилберту Силвой. 23 сентября 2008 года Нинис продлил контракт с «Панатинаикосом» ещё на 4 года.
В марте 2012 года Нинис подписал контракт с «Пармой».
После разочаровывающего сезона 2012-13, в котором он сыграл всего 14 матчей за «Парму», Нинис вернулся на родину в аренду в «ПАОК». Его контракт был расторгнут по обоюдному согласию в августе 2014 года.
6 ноября 2014 года Нинис подписал новый контракт с «Панатинаикосом» на два с половиной года.
10 сентября 2017 года подписал контракт на один год с «Маккаби Петах-Тиква» в качестве свободного агента.
18 ноября 2022 года Нинис подписал двухлетний контракт с «ПАС (Янина)».

### В сборной
До 2009 года Сотирис Нинис вызывался в юношескую и молодёжную сборные Греции. На чемпионате Европы до 19 лет 2007 года сборная Греции дошла до финала, где уступила Испании с минимальным счётом. Тем не менее именно Нинис был признан лучшим игроком турнира, забив один гол (в полуфинале в ворота сборной Германии) и трижды ассистировав Костасу Митроглу по ходу турнира.
В составе первой сборной он дебютировал 19 мая 2008 года в товарищеском матче против команды Кипра (2:0). На 5-й минуте встречи с киприотами молодой футболист забил гол, таким образом став самым молодым игроком, забившим гол за сборную Греции. В официальных матчах грек впервые отметился забитым мячом 2 сентября 2011 года в отборочной игре к чемпионату Европы 2012 года против сборной Израиля. Этот гол так и остался единственным в том матче.

## Личная жизнь
Нинис родился в Химаре (Албания) в семье этнических греков.

## Достижения

### Командные
- Чемпион Греции: 2010
- Обладатель Кубка Греции: 2010
- Серебряный призёр чемпионата Европы (до 19 лет)

### Личные
- Лучший молодой футболист Греции: 2007, 2010
- Лучший игрок молодёжного чемпионата Европы: 2007